# Église Sainte-Marie d'Espira-de-Conflent
L'église Sainte-Marie d'Espira-de-Conflent est une église romane située à Espira-de-Conflent, dans le département français des Pyrénées-Orientales en région Occitanie. 
Elle est célèbre pour le très riche mobilier baroque qu'elle abrite, dû en partie au sculpteur catalan Joseph Sunyer, au sculpteur Louis Générès, au sculpteur Nègre et à François Thierry, le « Maître de Conflent »

## Localisation
L'église est située dans la vallée du Conflent, qui abrite de nombreux témoins de l'architecture romane comme l'abbaye Saint-Michel de Cuxa, l'abbaye Saint-Martin du Canigou, le prieuré de Marcevol, l'église Notre-Dame des Escaliers de Marcevol, l'église Saint-Michel de Saint-Michel-de-Llotes…
L'édifice, ancien prieuré, se dresse au centre du village.

## Historique
L'église date du XIIe siècle. Elle se composait à l'origine d'une nef unique, voûtée en berceau brisée, débouchant à l'est sur un transept et fermée par un chevet à trois absides : une abside majeure encadrée de deux absidioles.
Vers le XIVe siècle, un clocher-tour massif fut édifié au-dessus de la nef. Plusieurs chapelles latérales vinrent par la suite se greffer sur la nef (une au nord, et une au sud, toutes deux accolées aux bras du transept), et l'absidiole nord fut remplacée par l'actuelle sacristie.
Au début du XXe siècle, le clocher-tour, menaçant de s'effondrer, fut démoli et remplacé par l'actuel clocher-mur (ou campanile) : élevé sur le pignon ouest.
L'édifice est classé au titre des monuments historiques en 1912.
Une grande fresque du XIVe siècle est découverte sur un mur derrière un enduit à l'occasion de travaux de restauration en novembre 2024. On peut y voir notamment une crucifixion et une Vierge à l'enfant.

## Architecture
L'église possède un remarquable chevet roman, difficilement visible en raison du manque de recul. Ce chevet est constitué d'une abside semi-circulaire, et d'une absidiole édifiées en pierre de taille de très belle facture assemblée en grand appareil.
L'abside principale est surmontée d'une belle frise de dents d'engrenage semblable à celles que l'on trouve dans la Cerdagne toute proche au chevet de Saint-Martin d'Hix, Saint-Julien d'Estavar et Saint-Fructueux de Llo. Cette frise, surmontée d'une corniche biseautée, est supportée par des modillons géométriques. L'abside est percée d'une magnifique fenêtre à double ébrasement ornée de colonnettes surmontées d'élégants chapiteaux portant un boudin. Cette fenêtre (ainsi que celle de l'absidiole) est surmontée d'une frise de dents d'engrenage cintrée, caractéristique assez répandue dans l'art roman des Pyrénées-Orientales (Prieuré de Marcevol, Corneilla-de-Conflent, Calmeilles, Enveitg…)
L'absidiole nord a été remplacée par la sacristie.

## Mobilier
L'édifice renferme un grand ensemble d'œuvres baroques, dont certaines dues à l'artiste catalan Joseph Sunyer ainsi que Louis Générès, Nègre et François Thierry.
L'église possède cinq retables et dix panneaux sculptés, ainsi que quatre toiles de décor jadis utilisées pour la Semaine sainte.